# Gyldendal

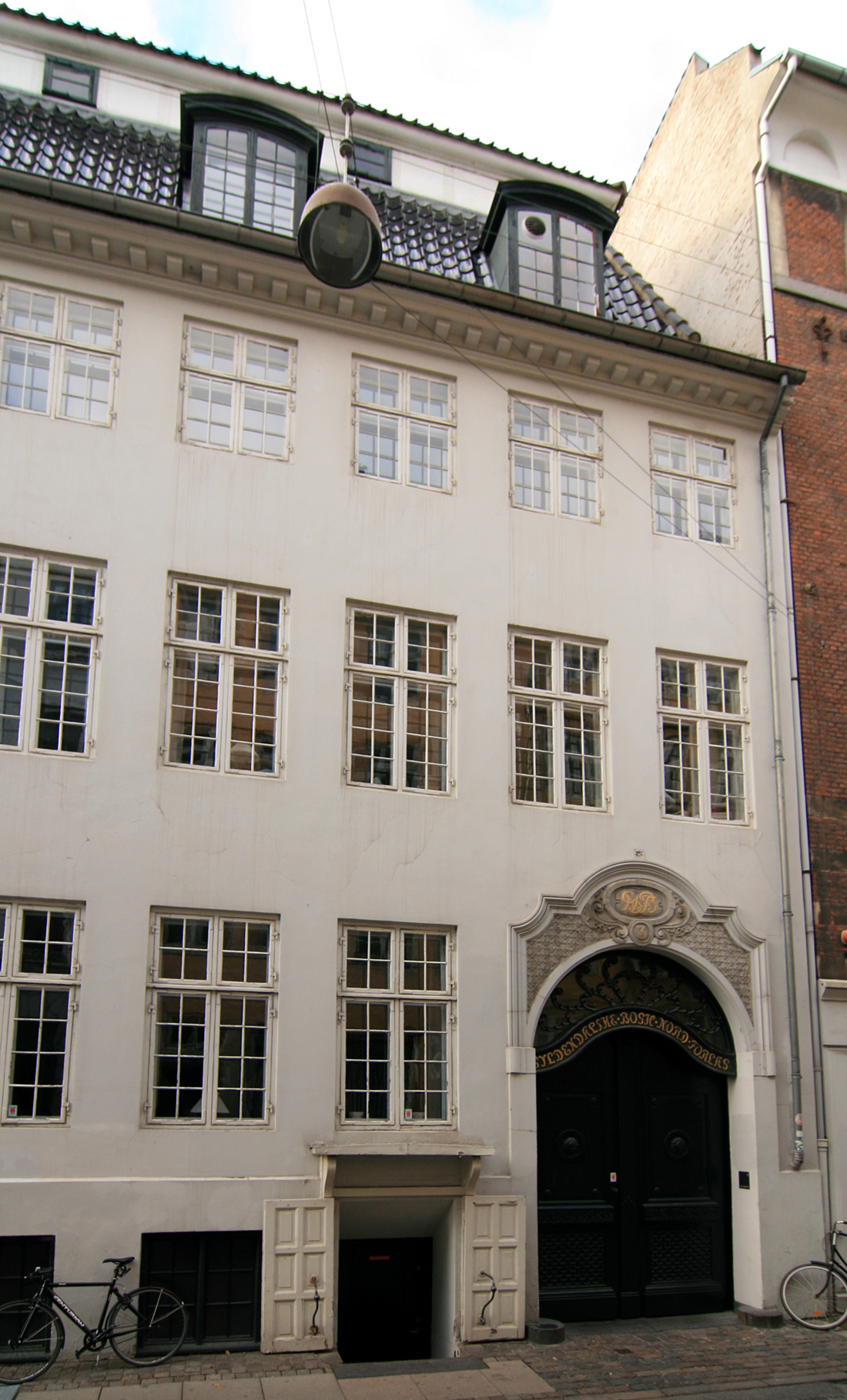
Editorial Gyldendal, Klareboderne 3, a Copenhaguen.

Gyldendalske Boghandel, Nordisk Forlag A/S, normalment coneguda simplement com a Gyldendal (pronunciació danesa: [ˈkylˀn̩ˌtɛˀl]) és una editorial danesa.
Fundada el 1770 per Søren Gyldendal, és l'editorial més antiga i més gran de Dinamarca, que ofereix una àmplia selecció de llibres que inclouen ficció, no ficció i diccionaris. Abans de 1925, també era la principal editorial de Noruega, i va publicar totes les obres d'Henrik Ibsen. El 1925, es va fundar una editorial noruega anomenada Gyldendal Norsk Forlag ("Editorial Noruega Gyldendal"), després d'haver comprat els drets d'autors noruecs a Gyldendal.
Gyldendal és una empresa de capital obert i les seves accions cotitzen a la Borsa de Copenhaguen (OMX A GYLD A, GYLD B).
Gyldendal va aturar la versió impresa de la seva enciclopèdia el 2006, centrant-se en canvi a vendre subscripcions de pagament per a la seva enciclopèdia en línia, Den Store Danske. El 2008 havia decidit que necessitava un altre enfocament per donar suport a aquest lloc en línia. Des del febrer de 2009, Gyldendal publica una enciclopèdia en línia sense subscripció.

## Filials
Entre les filials hi ha:
- Rosinante
- Høst & Søn
- Samlerens Forlag
- Forlaget Forum
- Forlaget Fremad
- Hans Reitzels Forlag
- Munksgaard
- Acadèmica
- Systime
- Exlibris
- Gyldendals Bogklubber Arxivat 2021-08-17 a Wayback Machine.